# Regjeringskvartalet

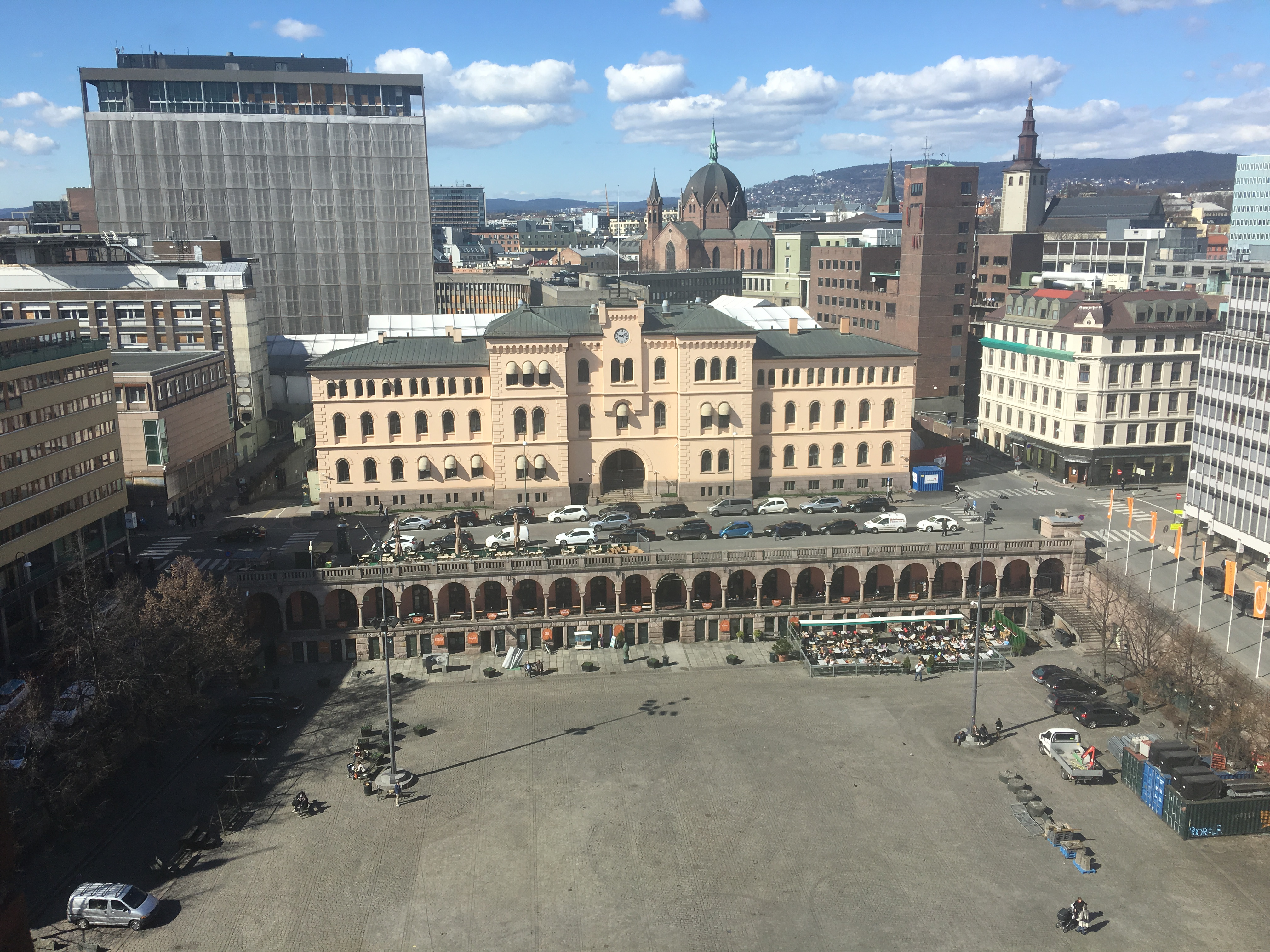
Blick vom Youngstorget auf das Regjeringskvartalet

Das Regjeringskvartalet (deutsch Regierungsviertel) ist das Stadtviertel in der norwegischen Hauptstadt Oslo, in dem sich der Großteil der Regierungsgebäude befinden. Die Gebäude liegen weitgehend entlang der Akersgata, im Norden des Osloer Stadtzentrums.
In diesem Bereich wurde durch den rechtsextremen Terroristen Anders Behring Breivik der erste Teil der Anschläge in Norwegen 2011 ausgeübt. Im Regierungsviertel starben dabei acht Menschen. Die Regierungsgebäude konnten anschließend teilweise nicht mehr verwendet werden. 2014 wurde ein größerer Umbau beschlossen, der bis 2029 abgeschlossen werden soll.

## Geschichte

### Erstes Regierungsgebäude

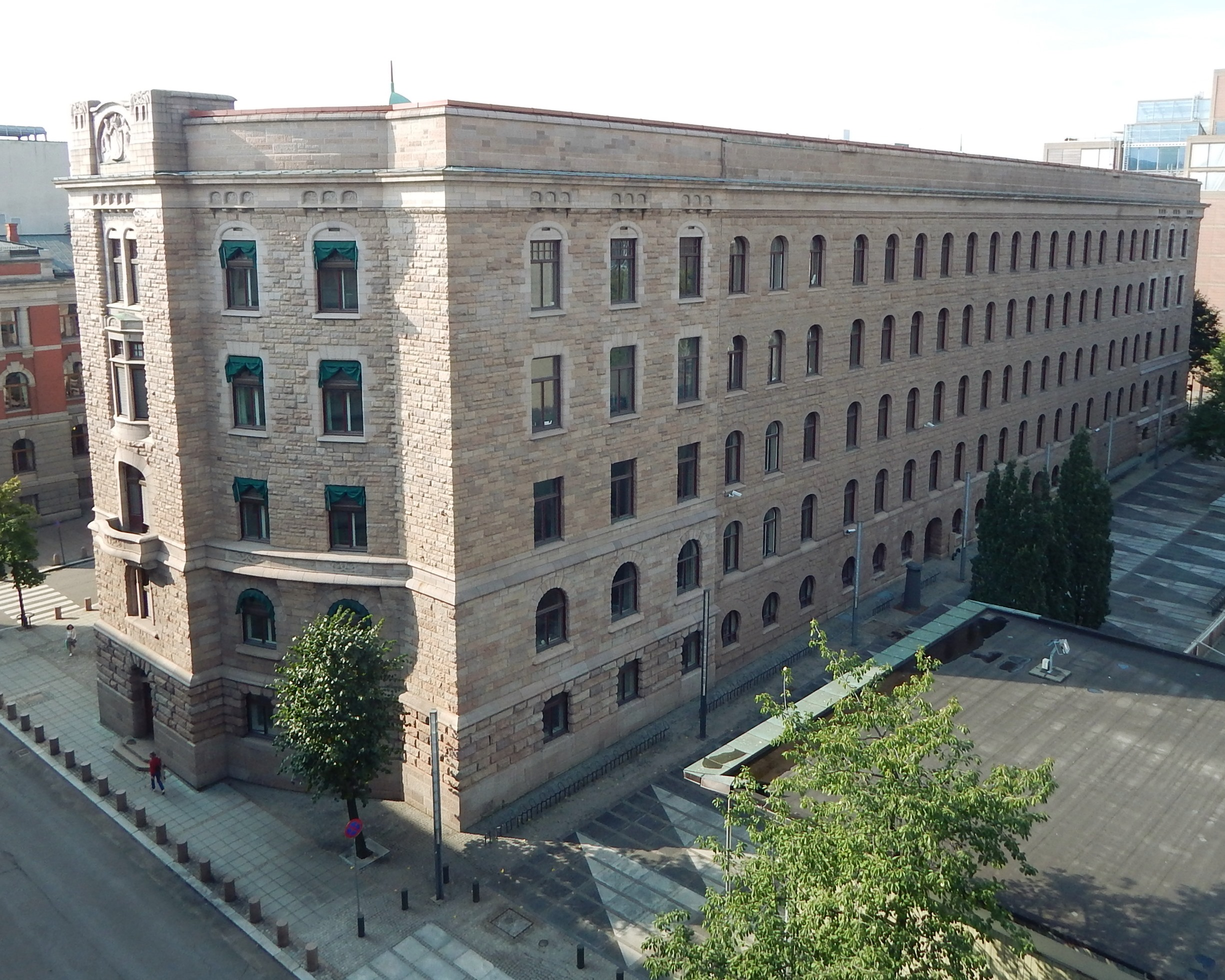
G-blokken, heutiger Sitz des Finanzministeriums

Im 19. Jahrhundert wurden im Bereich des heutigen Regierungsviertels mehrere Krankenhausgebäude errichtet. Der Stadtbezirk hieß zu diesem Zeitpunkt Empirekvartalet. Nachdem im Jahr 1883 das Krankenhaus verlegt worden war, wurde das Gebiet als Ort für die Regierungsbüros bestimmt. Ein Grund für die Wahl der Gegend war, dass das Nationalparlament Storting sich nicht weit davon entfernt befindet.
Der Architekt Stener Lenschow gewann 1891 den ausgerufenen Architekturwettbewerb für das angedachte Regierungsgebäude. Lenschows Plan war es, ein Gebäude im Stile der Neorenaissance zu errichten. Nachdem der Architekt jedoch erkrankte übernahm Henrik Bull die Bauarbeiten und er änderte Lenschows Pläne ab, so dass ein Gebäude im Jugendstil entstand. Im Jahr 1906 wurde der Südflügel fertiggestellt. Der Rest der Pläne wurde hingegen nie umgesetzt. Das entstandene Gebäude erhielt den Namen G-blokken (deutsch G-Block).

### Bau weiterer Gebäude
Im Jahr 1939 wurde ein neuer Wettbewerb ausgerufen, um das Regierungsviertel zu erweitern. Dieses Anliegen wurde allerdings durch den Zweiten Weltkrieg und der Besetzung Norwegens durch deutsche Truppen unterbrochen. 1946 kürte die Jury einen Entwurf von Erling Viksjø zum Gewinner. Viksjøs Plan sah einen Abriss der ehemaligen Krankenhausgebäude vor, was zu einem Streit führte. Es dauerte in der Folge bis 1954, bis das Storting den Entwurf genehmigte. Der Høyblokken wurde im Jahr 1959 fertiggestellt. In dessen obersten Etage lag der Konferenzraum der norwegischen Regierung.
Im Jahr 1970 wurde der Y-blokken fertiggestellt, der dem UNESCO-Gebäude in Paris nachempfunden wurde. Acht Jahre später folgte der S-blokken, der eine Fassade aus roten Ziegeln bekam. Dieses Gebäude wurde zur Unterbringung des Arbeits- sowie des Gesundheitsministeriums verwendet. Ein sich an der Adresse Møllergata 19 befindliches Gefängnis wurde 1981 zu einem Regierungsgebäude umfunktioniert. Als viertes Regierungsgebäude folgte im Jahr 1988 das Gebäude R4. Das Regierungsgebäude R5 wurde 1996 eröffnet. Seit 2012 besteht auch das R6.

### Terroranschlag am 22. Juli 2011

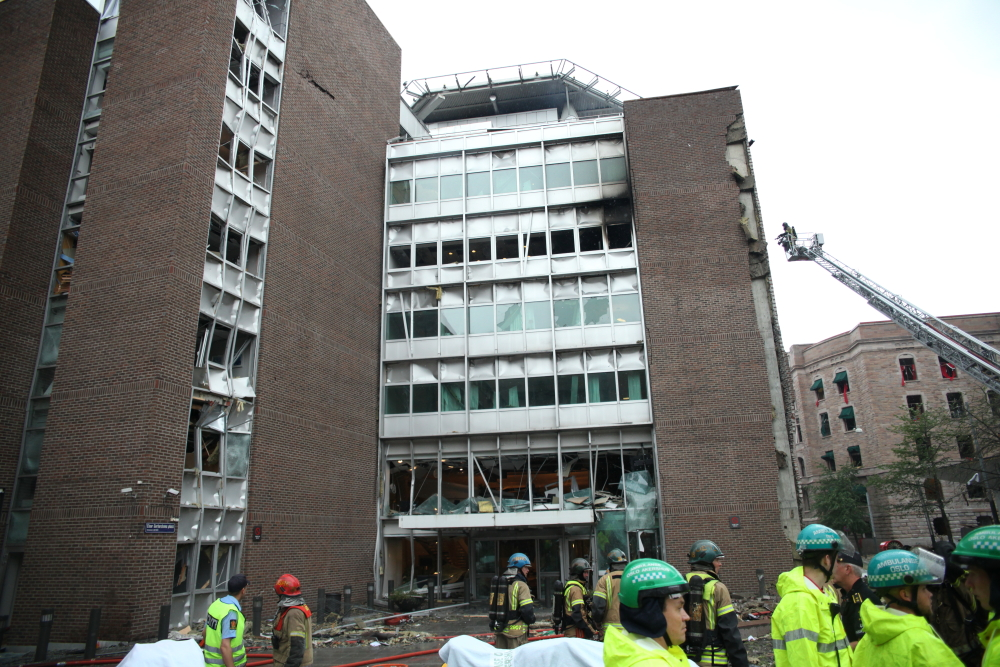
Beschädigtes Gebäude des Erdöl- und Energieministeriums

Am 22. Juli 2011 begann der rechtsextreme Terrorist Anders Behring Breivik sein politisch motiviertes Attentat mit einer Autobombe im Regjeringskvartalet, bevor er einen weiteren Angriff auf der Insel Utøya ausübte. Durch den Anschlag im Regierungsviertel starben acht Menschen und viele Gebäude wurden beschädigt. Insgesamt wurden die Büros von etwa 1800 Angestellten unnutzbar. Somit mussten unter anderem sechs Ministerien sowie die Amt des Ministerpräsidenten anderweitig untergebracht werden. Das Amt des Ministerpräsidenten zog in die Festung Akershus um. Eine Untersuchung kam zu dem Schluss, dass es grundsätzlich nicht notwendig gewesen wäre, eines der beschädigten Gebäude aufgrund der Schäden komplett abzureißen.

### Neuplanung des Viertels
Die vergleichsweise schwächer beschädigten Gebäude, darunter das R5, wurden schnell wieder in Betrieb genommen. Im Jahr 2012 wurde vom Verwaltungsministerium unter Ministerin Rigmor Aasrud bekannt gegeben, dass ein Plan für die Erneuerung des Regierungsviertels unter Leitung der Baubehörde Statsbygg ausgearbeitet werden solle. Die im Oktober 2013 gebildete Regierung Solberg beschloss 2014, dass die Gebäude S-blokken, Y-blokken und R4 abgerissen, während der Høyblokken und der G-blokken behalten werden sollten.
Im Jahr 2019 begannen die Abrissarbeiten für das R4. Der geplante Abriss des Y-blokken war am stärksten umstritten, da er als Symbol für die Politik Norwegens nach dem Ende des Zweiten Weltkriegs galt. Die Arbeiten für den Abriss begannen schließlich im März 2020. Der Beginn der Neubaumaßnahmen war im Jahr 2021, als im Januar 2021 mit der Renovierung am Gebäude Høyblokken gestartet wurde.
Die Bauarbeiten wurden in drei Bereiche unterteilt. Im Jahr 2025 sollen der A- und D-blokken fertiggestellt werden. Der zweite Abschnitt umfasst den Bau des C-blokken. Zum dritten Abschnitt gehören die Errichtung des B- und E-blokken sowie die Renovierung des G-Blocks. Dabei sollen auch die Kellerbereiche der meisten Regierungsgebäude miteinander verbunden werden. Im Høyblokken ist geplant, zwei Etagen zu entfernen und die restlichen Etagen zu renovieren. Im Jahr 2022 erklärte Finanzminister Trygve Slagsvold Vedum, dass die Regierung Støre dafür eintrete, den dritten Bauabschnitt nicht wie geplant auszuführen und den B- und E-Block nicht zu errichten.
A-blokken
Der A-blokken ist ein neues Gebäude mit 17.300 Quadratmetern auf elf Etagen. Der Bau begann im Sommer 2022 und soll 2025 abgeschlossen werden. Zusammen mit dem G-blokken (1906) und dem H-blokken (1958) wird der A-blokken (2025) eines der drei Gebäude mit Blick auf die Akersgata sein. Der A-blokken ist so ausgerichtet, dass er Ausblick in den Park bietet und gut zur Sonneneinstrahlung liegt sowie ein markantes Profil bietet.
Einer der beiden Haupteingänge des Regierungsviertels befindet sich dann im A-blokken, dieser erhält ein Atrium. Es ist geplant, dassMinisterium für Wirtschaft und Fischerei sowie das Ministerium für Klima und Umwelt im A-blokken unterzubringen.
Bauphase 1
Der Bau des A-blokken ist Teil der Baustufe 1 des neuen Regierungsviertels. Dieser Bauabschnitt umfasst außerdem den Bau des D-blokken sowie die Sanierung des H-blokken. Er ist der größte von drei geplanten Bauabschnitt und umfasst 101.000 Quadratmeter Neubau und Sanierung. Der Kostenrahmen beträgt 24 Milliarden NOK (Juli 2024). Die Tieferlegung und der Wiederaufbau des Ring-1-Tunnels begann am 1. Juli 2024. Auch sie sind Teil der Bauphase 1, jedoch ein separates Projekt mit eigenem Kostenrahmen von Statens vegvesen.

## Gebäude

### Bestehende Gebäude

#### G-blokken
Der G-blokken (deutsch G-Block) wurde 1906 eröffnet und ist damit das älteste Regierungsgebäude im Viertel. Es trägt deshalb auch den Namen Gamle regjeringsbygning (deutsch Altes Regierungsgebäude). Henrik Bull übernahm die Leitung als Architekt. Dort untergebracht ist das norwegische Finanzministerium, das Finansdepartementet. Während des Angriffes 2011 wurde das Gebäude nur leicht beschädigt und schnell wieder verwendet. Das Grundstück ist etwa 2900 m² groß, die Adresse ist Akersgata 40.

#### Høyblokken
Der Høyblokken (deutsch Hoher Block; auch H-blokken) wurde 1959 fertiggestellt. Als Architekt diente Erling Viksjø. Die ursprüngliche Höhe lag bei 48,5 Metern. In der obersten Etage befand sich der Konferenzraum der norwegischen Regierung. Im Jahr 1990 wurde das Gebäude um zwei weitere Etagen erweitert, so dass eine Höhe von 56 Metern erreicht wurde. Der Plan für die Renovierung nach dem Bombenangriff auf das Regierungsviertel sah zunächst vor, um weitere vier Etagen aufzustocken. Nachdem allerdings beschlossen wurde, dass die Staatskanzlei (Statsministerens kontor) nicht wieder dort einziehen werde, sondern im neugebauten D-blokken untergebracht werden solle, wurde der Plan geändert. Entsprechend wurde beschlossen, die 1990 angefügten Etagen wieder zu entfernen.

#### Møllergata 19
Im Jahr 1981 wurde das bereits 1866 errichtete Gebäude an der Adresse Møllergata 19 zum Regierungsgebäude umfunktioniert. Dort wurde die Verwaltung für die Regierungsgebäude (Departementenes sikkerhets- og serviceorganisasjon) untergebracht.

#### Grubbegata 1
Das Gebäude an der Grubbegata 1 wurde von 1937 bis 1940 als Gericht für Oslo (Oslo tinghus) errichtet. Als Architekt fungierte Ove Bang, der im Jahr 1936 den angesetzten Architektenwettbewerb gewann. 1994 zog das Gericht um und 1998 wurde das Gebäude durch einen Umbau in ein Regierungsgebäude umfunktioniert. Das Gebäude wurde danach vom Fischereiministerium und vom Kulturministerium genutzt.

#### R5
Das Regjeringsbygg 5 (deutsch „Regierungsgebäude 5“; kurz R5) wurde zwischen 1994 und 1996 erbaut. Die Bauleitung übernahm das Architekturbüro von Torstein Ramberg. Für den Bau mussten mehrere historische Gebäude abgerissen werden. Das R5 beheimatet das Verkehrs-, das Kommunal- und Modernisierungs-, das Energie- sowie das Kinder- und Familienministerium.

#### R6
Das Regjeringsbygg 6 (deutsch „Regierungsgebäude 6“; kurz R6) wurde in der Zeit von 2009 bis 2012 errichtet. Dazu wurde ein Gebäude in der Keysers gate abgerissen, ein weiteres restauriert und in der Teatergata wurde ein Teil neu gebaut. Die Bebauung wird vom Ministerium für Gesundheit und Pflege sowie vom Ministerium für Landwirtschaft und Ernährung verwendet.

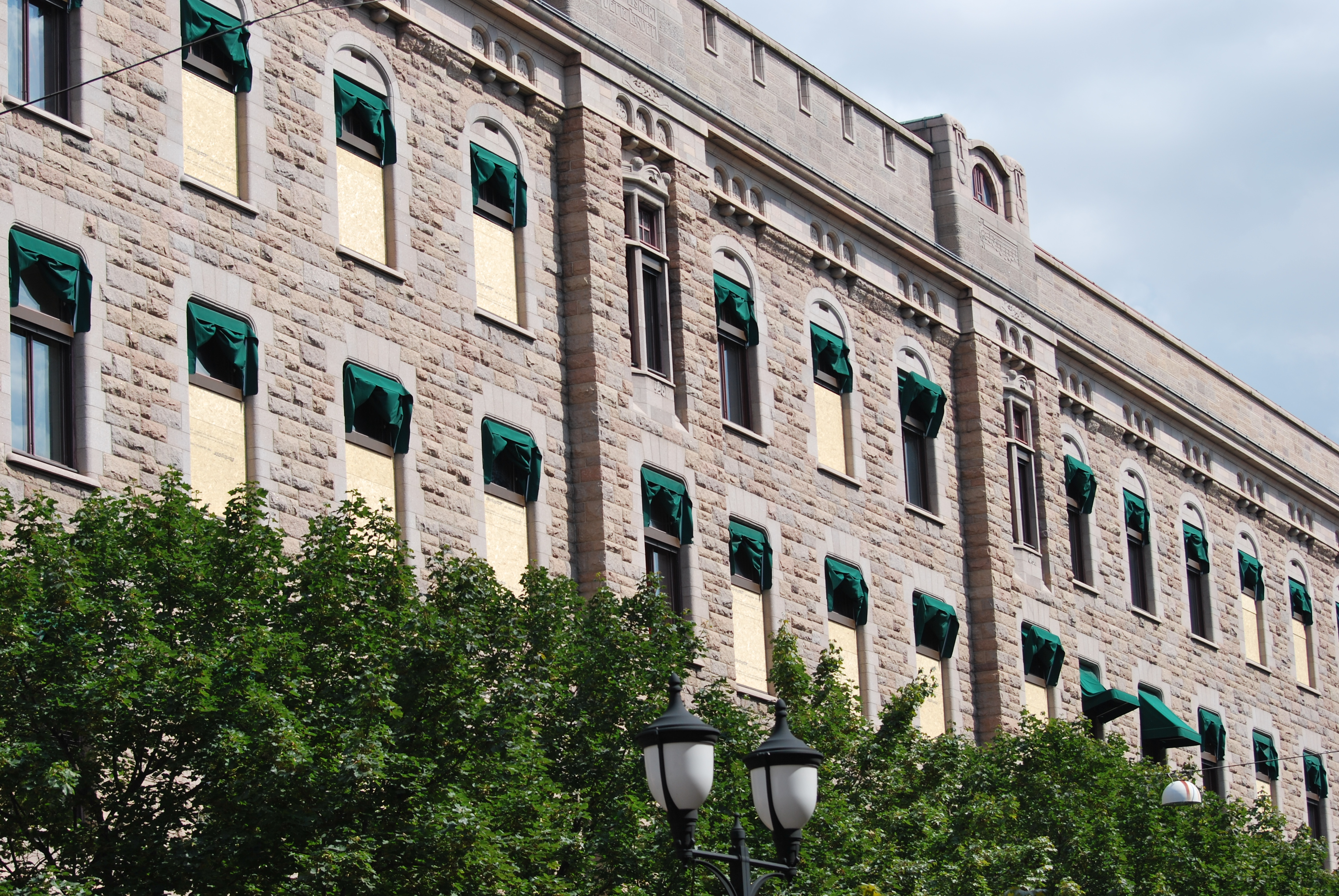
G-blokken, 2011
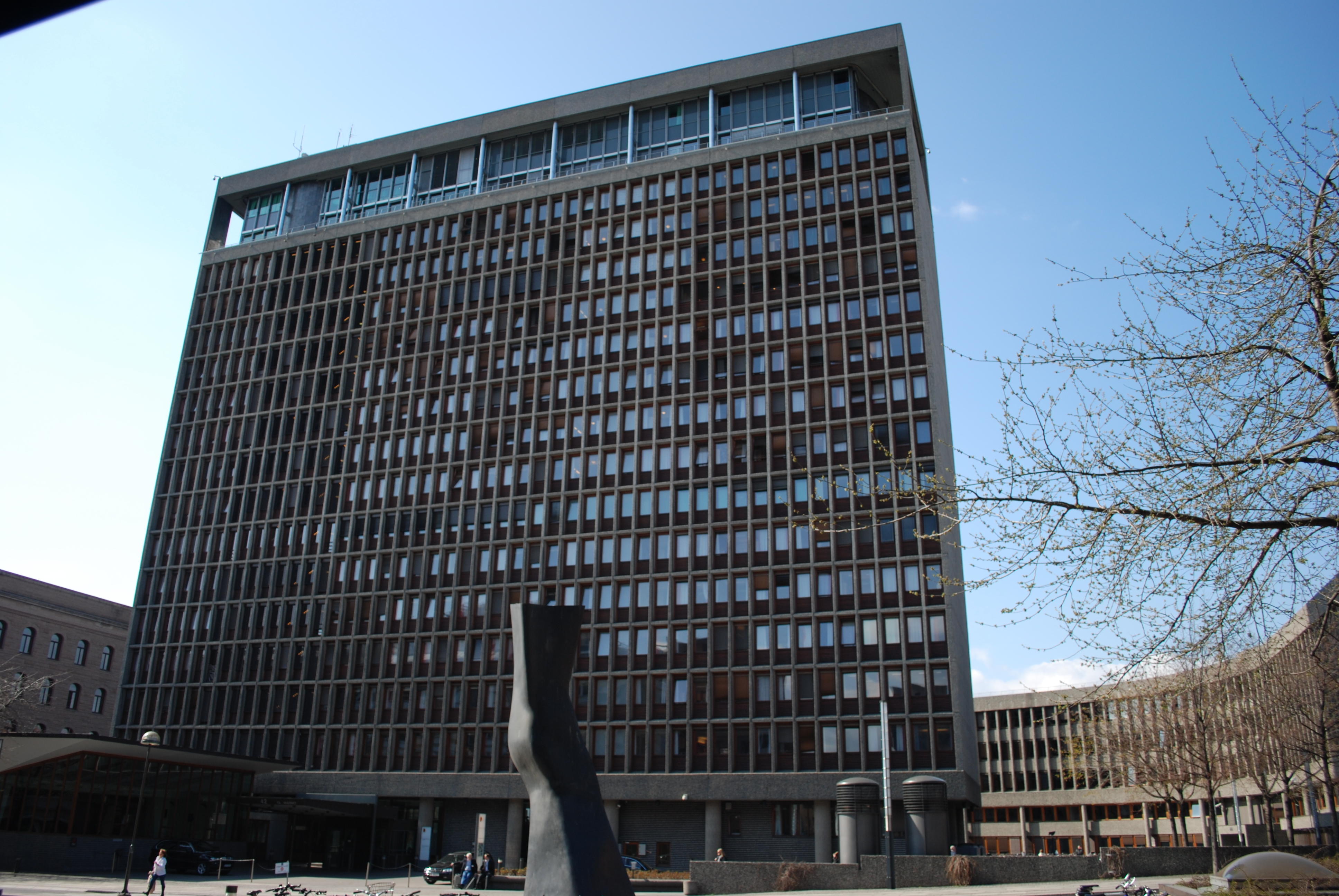
Høyblokken vom Einar Gerhardsens plass aus gesehen, 2009
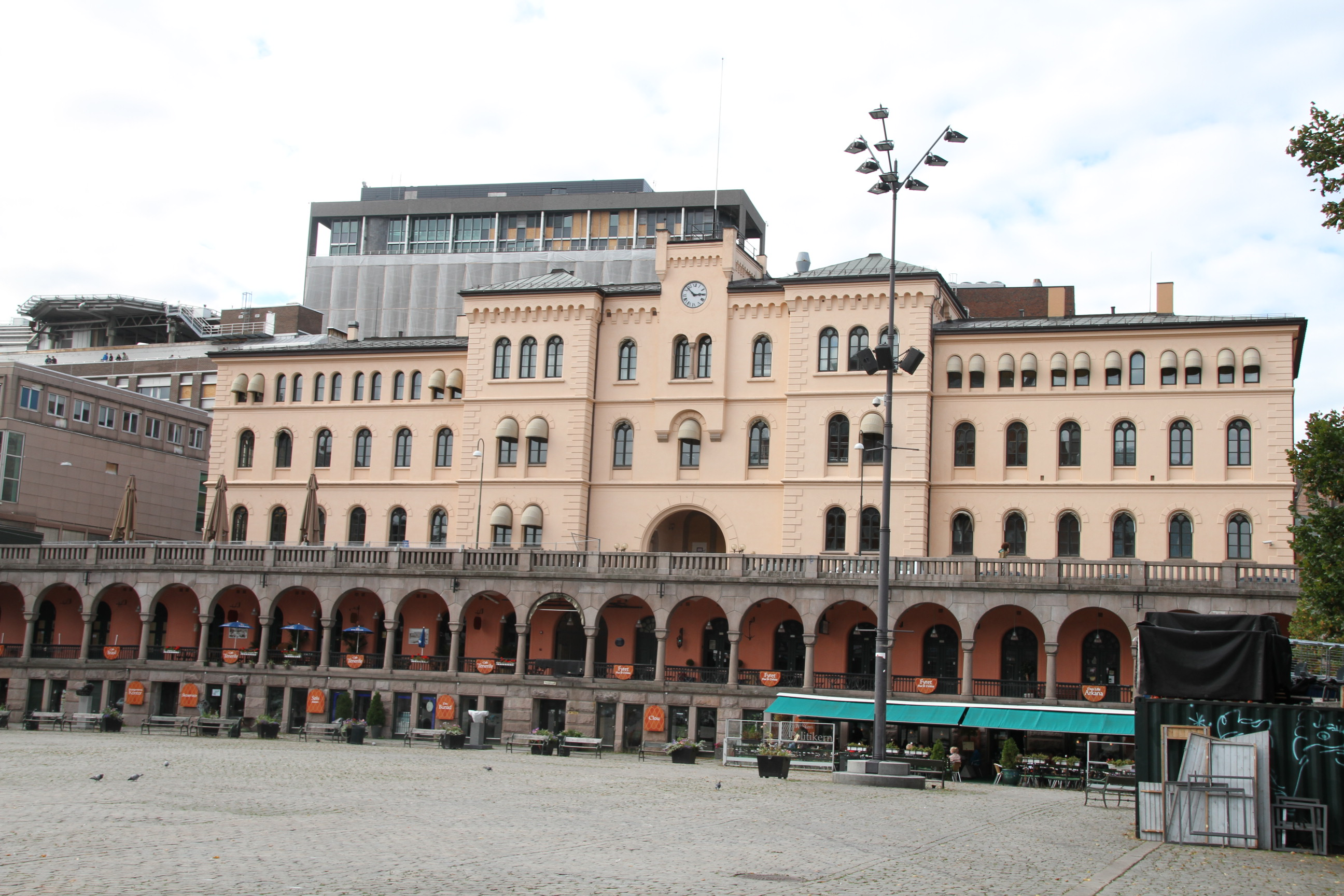
Møllergata 19 vom Youngstorget gesehen, 2013
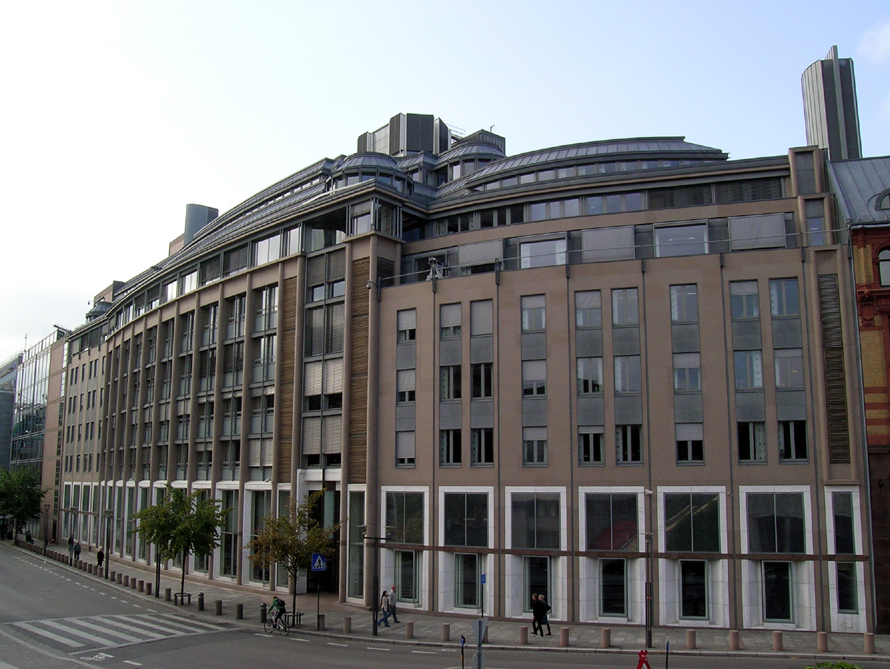
R5, 2006
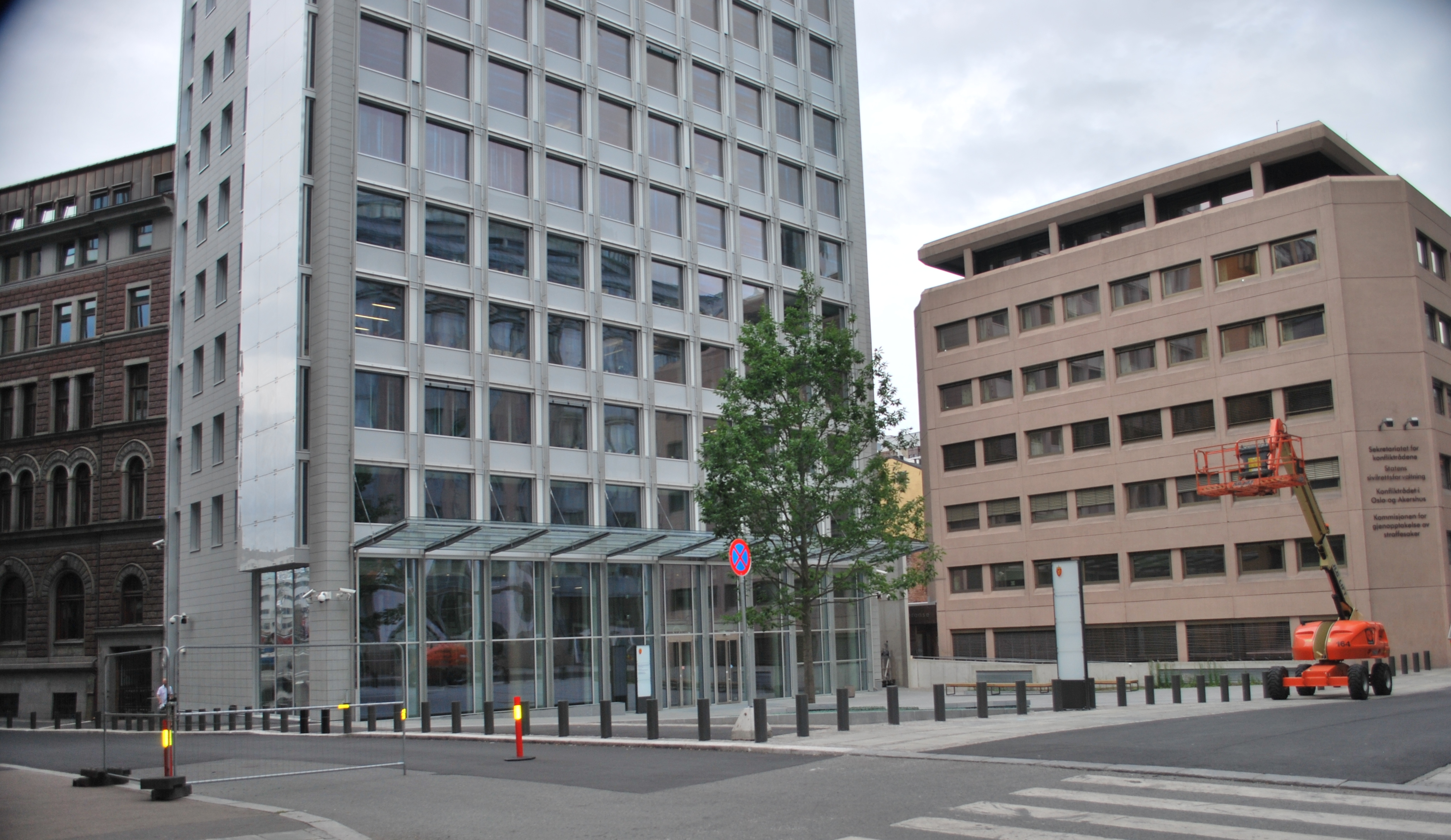
R6, 2012

### Abgerissene Gebäude

#### Y-blokken

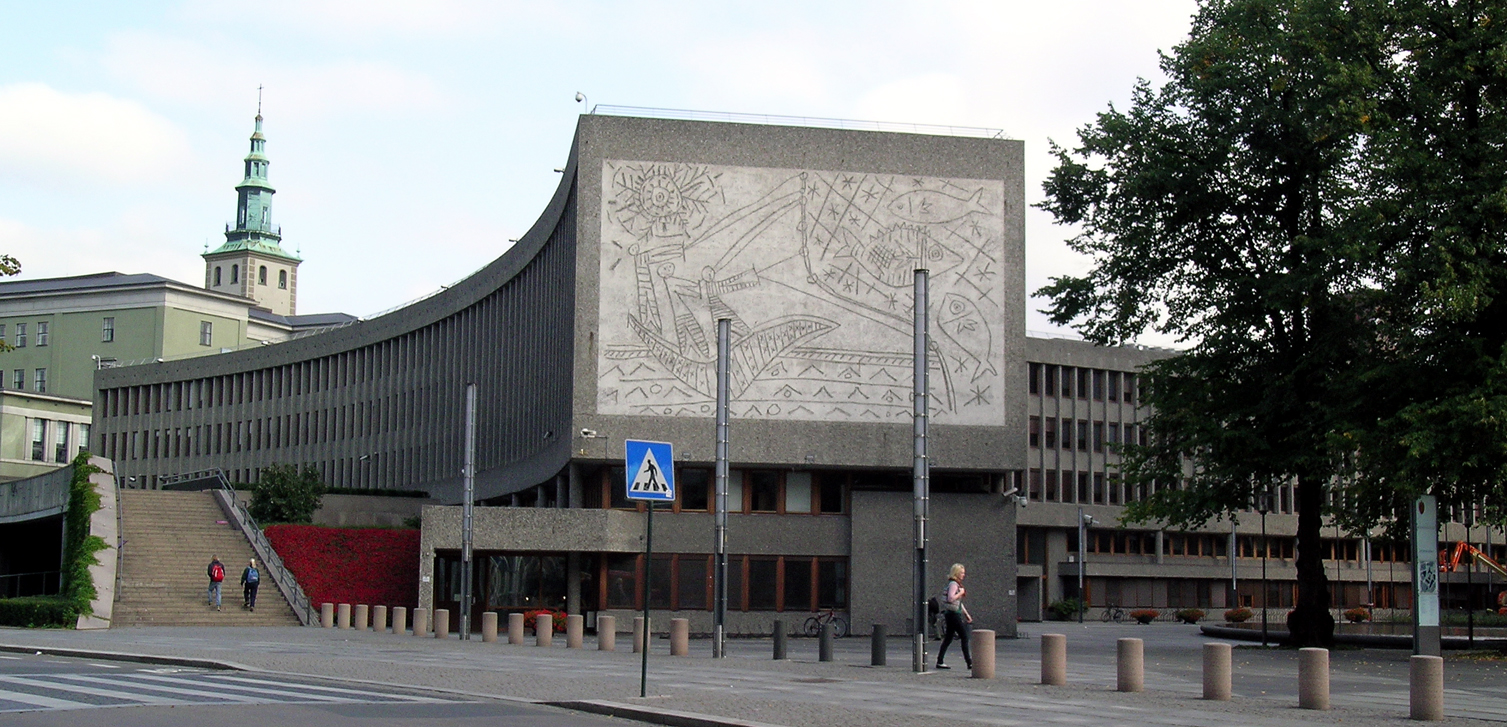
Y-blokken

Der im Jahr 2020 abgerissene Y-blokken (deutsch Y-Block) wurde von 1967 bis 1969 erbaut. Architekt war Erling Viksjø. Den Namen erhielt das Gebäude aufgrund seines Y-förmigen Grundrisses. Das Gebäude wurde mit in die Wände gefrästen und auf Skizzen von Pablo Picasso basierenden Kunstwerken dekoriert. Der Bau wurde auf dem frei gewordenen Platz des 1962 abgerissenen Militärkrankenhauses (Militærhospitalet) errichtet. Durch den Bombenangriff im Jahr 2011 wurde der Y-blokken stärker beschädigt. Der weniger beschädigte Teil des Baus wurde nach einer Grundrenovierung wieder für Büros und als Lager verwendet.
Im Mai 2014 wurde beschlossen, das Gebäude abzureißen. Im Bericht zu diesem Beschluss wurde angemerkt, dass bedeutende kulturhistorische Werte dadurch verloren gingen, aber durch den Abriss des Gebäudes eine insgesamt für die Stadt bessere Lösung gefunden werden könne. Nach einigen gerichtlichen Auseinandersetzungen begannen die Abrissarbeiten im März 2020. Zuvor hatte Valgerd Svarstad Haugland, Fylkesmann von Oslo und Viken, den Abriss erlaubt, die Regierung allerdings gebeten, ihren Beschluss erneut zu überdenken. Beim Abriss wurde das Kunstwerk „Fiskerne“ (deutsch Fischer) von Picasso – eine 100 Tonnen schwere, 1969 in Naturbeton gegossene 14 × 11 Meter große Betonplatte – herausgeschnitten und aufbewahrt. Im Februar 2024 wurde das Kunstwerk am neuen A-blokken angebracht.

#### S-blokken

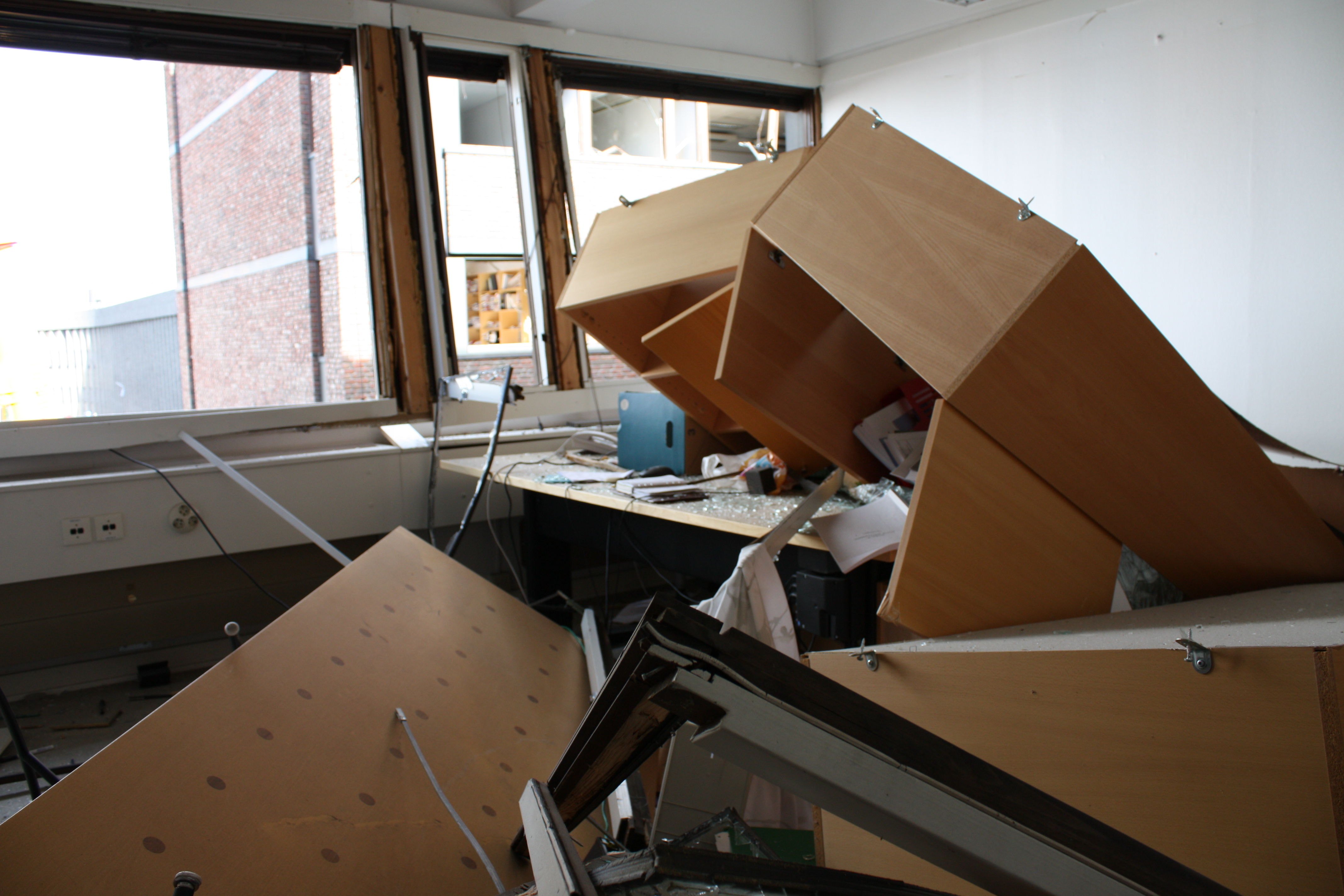
Büro im fünften Stock des S-Blocks, August 2011

Der 2015 abgerissene S-blokken (deutsch S-Block) wurde von 1976 bis 1978 errichtet, nachdem das Gefängnis an der Møllergata 19 abgerissen wurde. Für das Gebäude mit roter Ziegelfassade war das Architekturbüro von Erling Viksjø verantwortlich. Bis zum Anschlag im Sommer 2011 war dort das Gesundheitsministerium sowie das Arbeitsministerium untergebracht. Das Gebäude wurde schließlich aufgrund der Schäden im Jahr 2015 abgerissen. Die Adresse war Einar Gerhardsens plass 3.

#### R4
Das Regjeringsbygg 4 (deutsch Regierungsgebäude 4; kurz R4) wurde in den Jahren 1985 bis 1988 gebaut und hatte neun Etagen mit einer Fläche von insgesamt 25.700 m². Im R4 waren das Erdöl- und Energieministerium sowie das Wirtschafts- und Handelsministerium untergebracht. Durch den Bombenangriff im Jahr 2011 wurde das Gebäude stark beschädigt. Im Mai 2014 wurde bekannt gegeben, dass das Gebäude abgerissen werden sollte. Der Abriss wurde 2020 abgeschlossen. Die Adresse war Einar Gerhardsens plass 1.

#### Møllergata 17
Das Gebäude in der Møllergata 17 wurde 1988 am Einar Gerhardsens plass vom Architekturbüro Viksjø errichtet. Das Gebäude war ein integrierter Teil des R4 und wurde gemeinsam mit diesem im Jahr 2020 abgerissen.

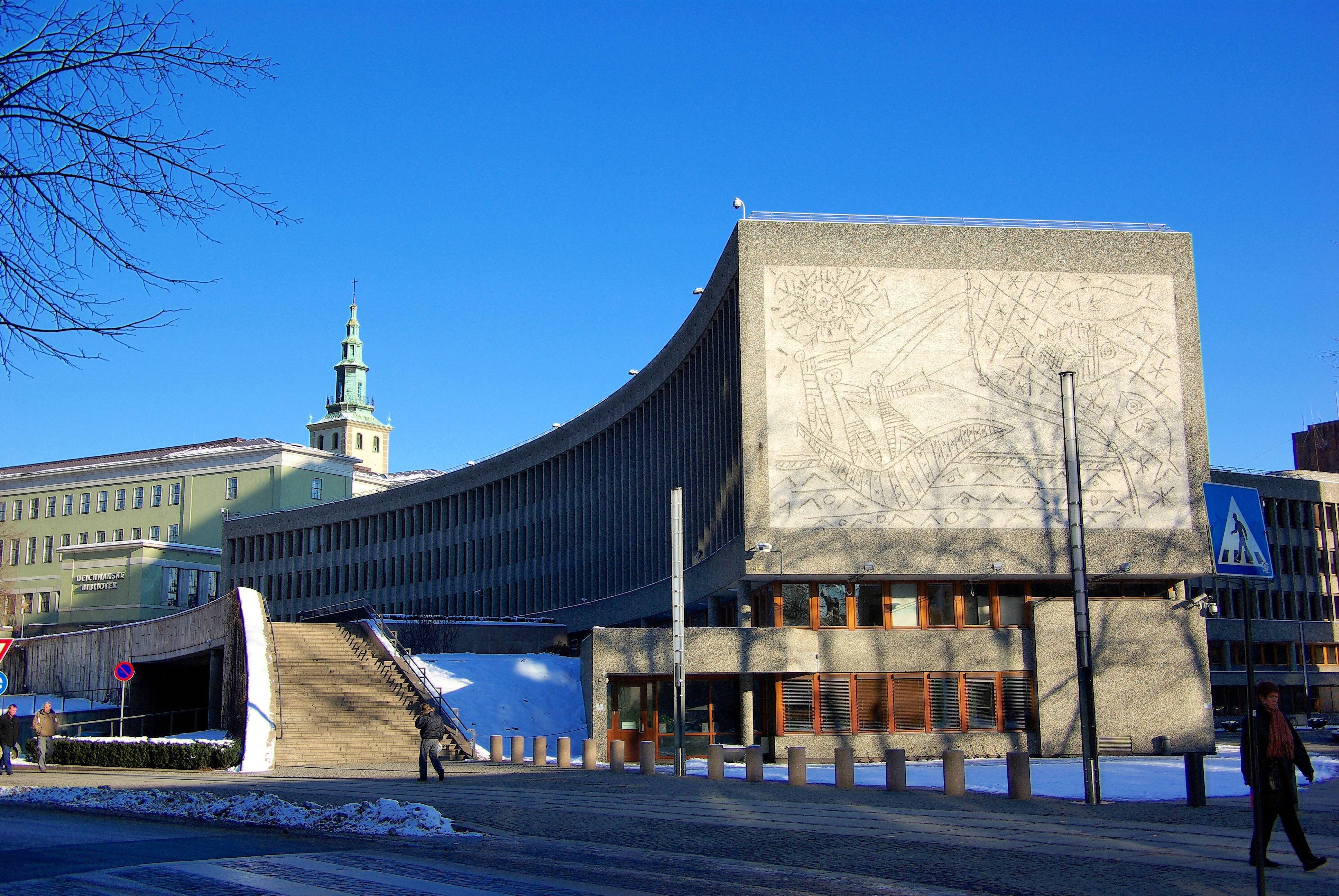
Y-blokken, 2007
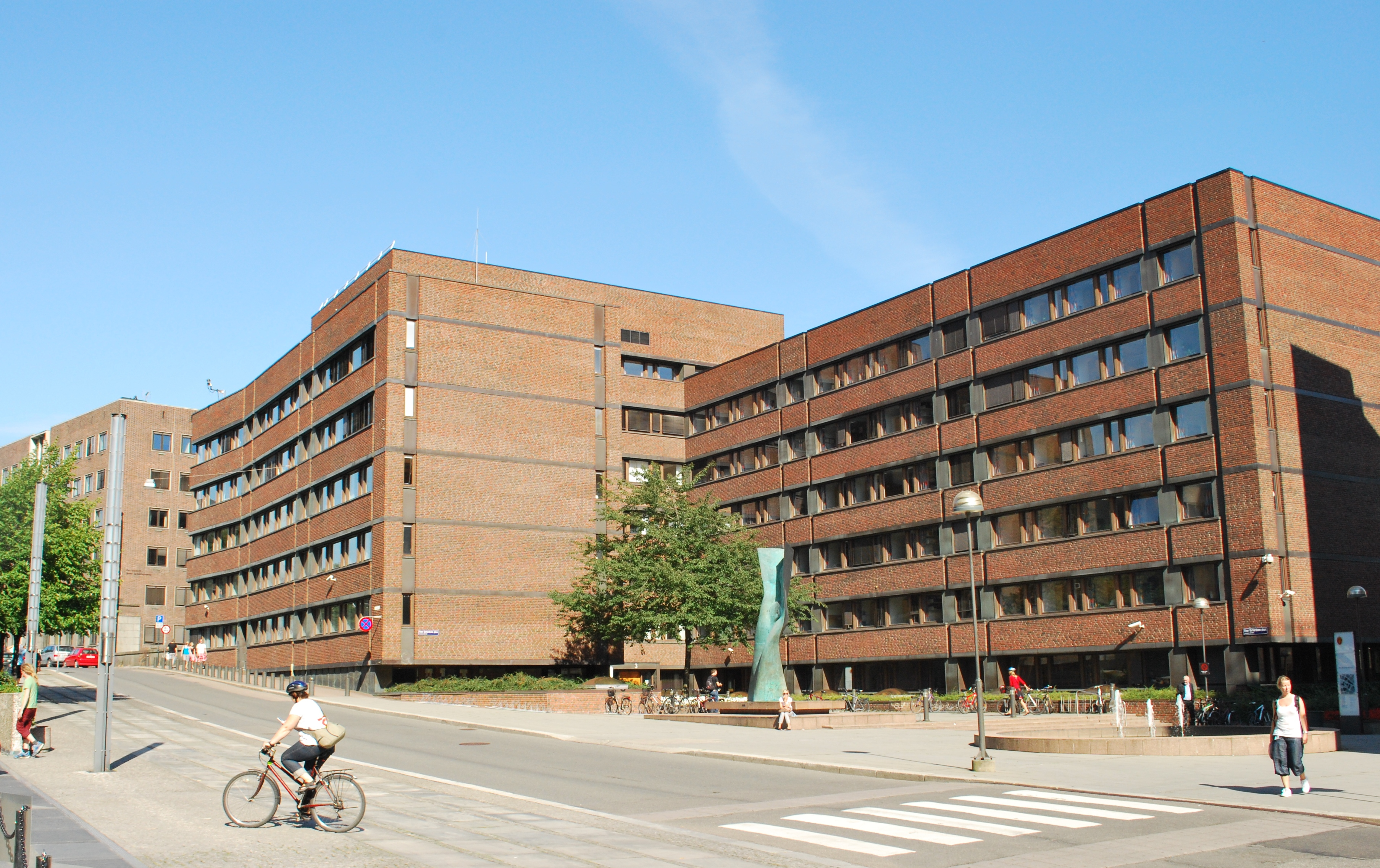
S-blokken, 2009
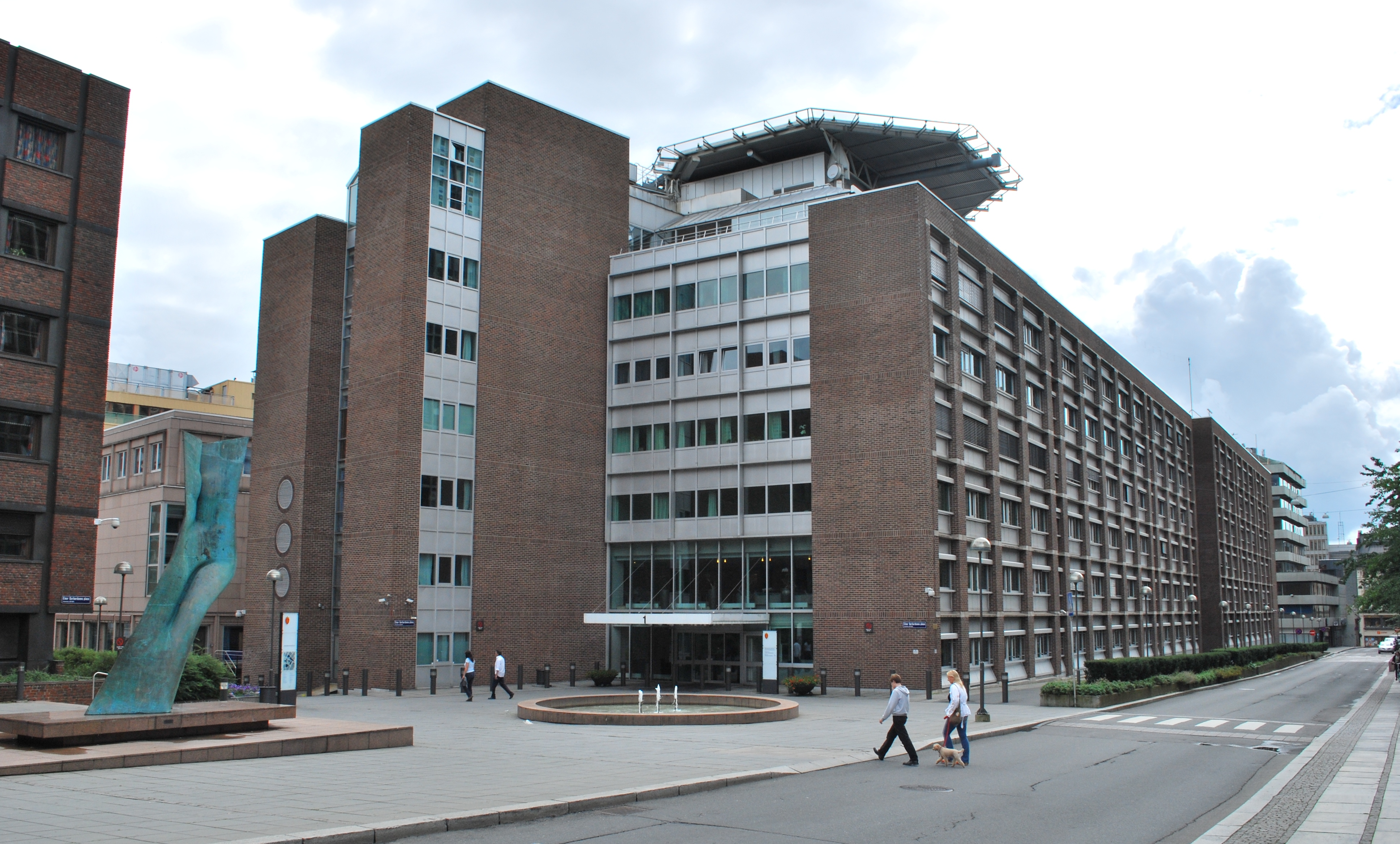
R4, 2008
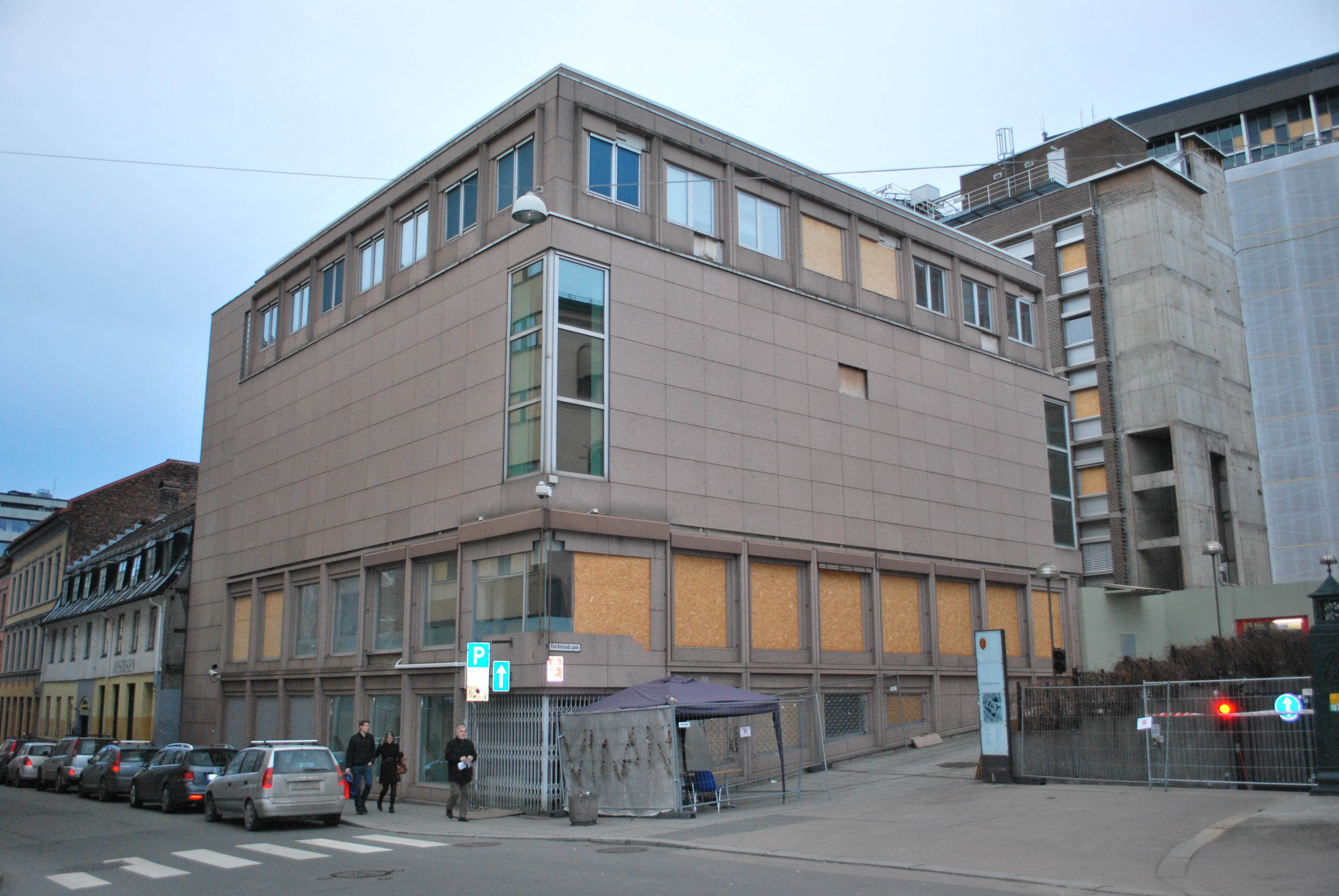
Møllergata 17, November 2011